# Velký Malahov

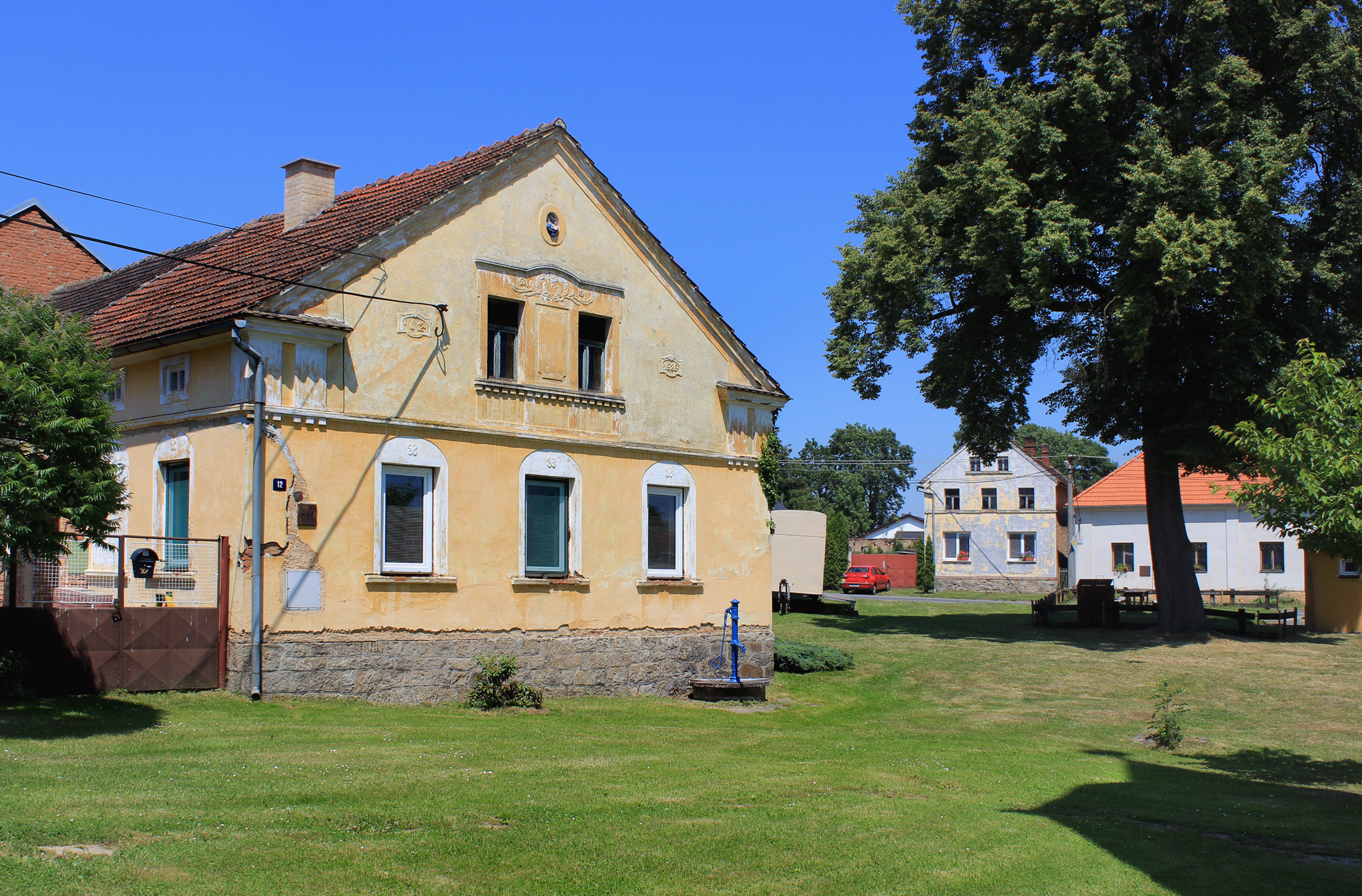
Dorfplatz

Velký Malahov (deutsch Großmallowa) ist eine Gemeinde mit 263 Einwohnern im Okres Domažlice in Tschechien. Sie liegt in Westböhmen östlich der Sedmihoří (Siebenberge) und 13 km nordwestlich von Holýšov. Im Teich auf dem Dorfplatz von Velký Malahov entspringt die Hořina.

## Geschichte
Das Dorf Großmallowa wurde 1379 erstmals erwähnt. Der Ort war nach Hochsemlowitz eingepfarrt, 1889 erfolgte die Weihe einer eigenen Kirche als Filialkirche. 1904 wurde ein Schulhaus gebaut und 1940 eine Freiwillige Feuerwehr gegründet.
Nach dem Münchner Abkommen wurde Großmallowa dem Deutschen Reich zugeschlagen und gehörte bis 1945 zum Landkreis Bischofteinitz.
Nach dem Zweiten Weltkrieg wurden die deutschen Bewohner vertrieben.

## Gemeindegliederung
Die Gemeinde Velký Malahov besteht aus den Ortsteilen und Katastralbezirken Jivjany (Gibian), Ostromeč (Wassertrompeten) und Velký Malahov.